# Secrets de famille (telenovela mexicaine, 2016)
Vuelve temprano (Secrets de famille) est une telenovela mexicaine créée par le Groupe Imagen Multimedia et Argos Comunicación pour Imagen Televisión. 
Elle est basée sur la telenovela chilienne du même nom produite par Televisión Nacional de Chile en 2014.
Elle est diffusée entre le 17 octobre 2016 et le 28 février 2017 sur Imagen Televisión.
Elle est diffusée entre 10 décembre 2019 et le 27 avril 2020 sur Novelas TV. 
Elle devrait prochainement être disponible sur MYTF1. 

## Synopsis
Clara Zavaleta et Santiago Urrutia semblent mener une vie parfaite : elle est une journaliste de nouvelles réputée et lui, un avocat très prestigieux. Pour eux, la famille est fondamentale, même s'ils savent peu de choses de leurs enfants : ils ignorent qu'Isabelle  est enceinte; Florence vit virtuellement dans un monde qui va devenir plus complexe; et Ignacio, l’aîné, bien qu’il soit un élève remarquable et un fils exemplaire, pourrait cacher un passé qui commence à apparaître lorsqu’il est retrouvé mort après un prétendu accident de voiture. Maintenant, la vie de Clara et de sa famille est transformée. Ils doivent se relever de la douleur de perdre un être cher pour se lancer dans une enquête sur l'identité de celui qui est derrière sa mort. Pourquoi ont-ils tué Ignacio ? Par passion, par drogue, par vengeance ? Ces questions vont amener Clara à mettre de côté sa carrière en tant que journaliste parmi les plus crédibles du pays afin de se battre pour la recherche d'une vérité qui s'assombrit. 
Pour le commissaire Antonio Avelica, tous les proches d'Ignacio pourraient avoir une réponse à propos de sa mort. Le détective Manuel Carvallo voit dans l'affaire plus qu'un simple homicide par accident. Et le procureur Loreto sera trop emmêlé dans le cercle rapproché de la victime. Combien de secrets ceux qui ont connu Ignacio seront-ils disposés à révéler ? Son ami Gabriel va-t-il avouer que la dernière fois qu'ils se sont vus, ils ont été battus ? Pablo, un autre de ses meilleurs amis, révélera t-il la proximité qu'avait Ignacio avec la drogue ? Que se passera-t-il quand il sera découvert que Hans, propriétaire d'une discothèque, était profondément jaloux des relations d'Ignacio avait avec sa petite amie Denisse ? Catalina, la partenaire d’Ignacio, pourra-t-elle présumer que la dernière fois qu’elle l’a vu était pour lui faire face pour son infidélité ? Cela révèle aux yeux de Clara une vérité qu'elle ignorait : qui était vraiment son fils bien-aimé Ignacio et qui pouvait avoir des raisons de se débarrasser de lui. 
Le grand conteneur émotionnel sera son collègue Francisco et son épouse Maite. De son côté, la sœur de Clara, Renata viendra vivre avec elle pour prendre soin de ses nièces. Et son beau-frère, le père Miguel Urrutia, qui vivra la forte dichotomie de faire partie d’une congrégation religieuse et de s’efforcer de clarifier la vérité à la mort de son neveu. Personne ne soupçonne que le fait de perdre un être cher le rendra vulnérable et à confondre ses émotions. Émotions qui deviendront plus tendre après qu'il a abattu un homme venant kidnappé sa nièce.

## Distribution
- Gabriela de la Garza : Clara Zavaleta
- Mario Cimarro : Inspecteur Antonio Avelica "El Lobo"
- Rubén Zamora : Santiago Urrutia "León Rojo"
- Sharis Cid : Maite Soler de Valenzuela
- Francisco de la O : Francisco Valenzuela
- Carlos Ferro : Agent Manuel Carvallo
- Sara Corrales : Denisse Loyola "Candy"
- Alejandro Durán : Jacinto Duarte "Hans Dietrich"
- Sophie Gómez : Fiscal Loreto Rodríguez
- Alejandra Ambrosi : Renata Zavaleta
- Cristina Rodlo : Isabel Urrutia Zavaleta
- Julia Urbini : Florencia Urrutia Zavaleta
- Christian Vásquez : Gabriel Castro Castro
- Andrés Delgado : Pablo Valenzuela Soler
- Adriana Lumina : Catalina
- Daniel Barona : Ignacio Urrutia Zavaleta
- Giovana Fuentes : Fernanda
- Adriana Leal : Sofía Herrera
- Palmeira Cruz : Ingrid
- Flor Payan : Norma Castro
- Estela Calderón : Inspecteur Estrella Herrero
- Eduardo Reza : "El Chololo"

## Autres versions
- Vuelve temprano, telenovela chilienne de 2014 diffusée sur TVN.